# Colline di Levanto novello
Il Colline di Levanto novello è un vino DOC la cui produzione è consentita nella provincia della Spezia.

## Caratteristiche organolettiche
- colore: rosso rubino più o meno intenso
- odore: vinoso, intenso, fruttato
- sapore: secco o leggermente abboccato, sapido e aromatico

## Produzione
Provincia, stagione, volume in ettolitri
- nessun dato disponibile